# Chézeaux
Chézeaux es una comuna francesa situada en el departamento de Alto Marne, en la región de Gran Este.
Entre 1972 y 2012 formó parte de la comuna de Terre-Natale.

## Demografía
| 162 | 162 | 72 | 76 | 78 |
| Para los censos de 1962 a 1999 la población legal corresponde a la población sin duplicidades (Fuente: INSEE [Consultar]) |     |    |    |    |